# Aubrieta erubescens
Aubrieta erubescens är en korsblommig växtart som beskrevs av August Heinrich Rudolf Grisebach. Aubrieta erubescens ingår i släktet aubrietior, och familjen korsblommiga växter. Inga underarter finns listade i Catalogue of Life.